# Comuna Torhovîțea, Novoarhanhelsk
Torhovîțea (în ucraineană Торговиця) este o comună în raionul Novoarhanhelsk, regiunea Kirovohrad, Ucraina, formată din satele Levkivka și Torhovîțea (reședința).

## Demografie
Componența lingvistică a comunei Torhovîțea
     Ucraineană (96,96%)
     Rusă (1,68%)
     Alte limbi (0,13%)
Conform recensământului din 2001, majoritatea populației comunei Torhovîțea era vorbitoare de ucraineană (96,96%), existând în minoritate și vorbitori de rusă (1,68%) și armeană (1,22%).